# 住江町
住江町（すみえちょう）は、東京都青梅市にある地名。郵便番号は198-0084。

## 概要
市域中央部に位置する。青梅線をはさんで北側は永山公園の一部になっている。古くは新宿（しんじゅく）、江戸末期より明治中期には宮本町と言った。青梅大祭の山車の提灯に「宮本」と描かれている。住吉神社があることから住吉町（「吉」は「エ」と読む）といい、墨江または住吉の文字を用いるようになった。

## 歴史
「青梅市の歴史」「青梅町の歴史」も参照。
- 1875年(明治8年) - 青梅村より青梅町に変更（大字青梅の範囲）。
- 1889年（明治22年）4月1日 - 町村制の施行に伴い、青梅町、勝沼村、西分村、日向和田村が合併して神奈川県西多摩郡青梅町が発足（青梅市の青梅地区の範囲）。
- 1893年（明治26年）4月1日 - 東京府へ移管。
- 1943年（昭和18年）7月1日 - 東京都制施行。
- 1951年（昭和26年）4月1日 - 霞村、調布村との合併により青梅市が発足。同日青梅町廃止。大字青梅は青梅地区の一部となる。
- 1998年（平成10年）10月 - 青梅地区の大字青梅より分割された地名の一つとして現在に至る。

## 経済

### 産業
店舗
- 青梅力屋（衣料品販売）
- 白木屋呉服店 - 昭和初期の店主の根岸平吉は町会議員、その他の公職に就いた[8]。

## 世帯数と人口
2021年（令和3年）3月1日現在の世帯数と人口は以下の通りである。
- 世帯数 - 273世帯
- 人口 - 513人

## 小・中学校の学区
市立小・中学校に通う場合、学区は以下の通りとなる。
| 町名 | 小学校             | 中学校             |
| ---- | ------------------ | ------------------ |
| 全域 | 青梅市立第一小学校 | 青梅市立第一中学校 |

## 公共機関

### 警察
- 警視庁青梅警察署（青梅市野上町）
  - 住江町安全安心ステーション - 旧住江町交番[10]。

### 消防
- 東京消防庁青梅消防署（青梅市師岡町）
  - 第一分団（青梅地区）[11]

### 郵便
- 青梅郵便局（青梅市東青梅）
  - 青梅住江町郵便局

### 公園
- 桜見本園地

## 社会教育

### 博物館
- 昭和レトロ商品博物館
- 昭和幻燈館

### 美術館
- 青梅赤塚不二夫会館（2020年3月27日閉館）

### 運動施設
- 永山公園総合運動場、永山体育館

## 交通
- 東京都道28号青梅飯能線

都営バスのバス路線があり、JR青梅線・青梅駅へのアクセスも容易である。

## 名所・旧跡・社寺

### 名所・旧跡
- 青梅宿 津雲邸 - 国登録有形文化財[12]。衆議院議員を務めた津雲國利が青梅に建てた迎賓施設である[12]。津雲邸は津雲國利が昭和6年から昭和9年にかけ建造した邸宅で、瓦葺入母屋造、押縁下見板張、一部漆喰塗の建物である[13]。津雲邸には往時の政府高官や著名人の多くが訪れた[13]。現在は歴史資料館として活用している[12]。
- 赤塚不二夫シネマチックロード - かつてはこの一帯に映画館があった名残で映画看板がしばらく飾られていたが、現在は猫を生かした町おこしを行っている（青梅市#青梅駅周辺の「昭和レトロ」と「猫の街」）。

### 社寺

#### 神社
- 住吉神社

#### 寺院
- ｛｛住吉山延命寺｝｝